# Ariane Swoboda
Ariane Swoboda (* 6. Dezember 1971 in Hainburg an der Donau) ist eine österreichische Musicaldarstellerin, Schauspielerin und Autorin.

## Leben

### Familie und Ausbildung
Ariane Swoboda wurde in Hainburg/Niederösterreich geboren. Durch einen Firmenwechsel ihres Vaters zog die Familie, sie hat zwei ältere Schwestern, nach Bad Vöslau. Dort lebte sie ab dem dritten Lebensjahr, und besuchte nach der Volksschule in Bad Vöslau das Bundesrealgymnasium Berndorf. Schon als Jugendliche leitete sie eine Tanzgruppe, mit der sie auf diversen Bällen und Veranstaltungen (Trauben-Most-Kur Bad Vöslau) Auftritte mit eigener Choreographie absolvierte. Mit 16 Jahren wurde sie ins Konservatorium der Stadt Wien aufgenommen. In der Abteilung Operette, Musical, Singspiel studierte sie unter Robert Werner. Nach ihrer dreijährigen Ausbildung und dem abschließenden Diplom der Paritätischen Kommission, finalisierte sie ihr Können in zwei weiteren Jahren am Peter Weck Studio, Theater an der Wien. Schon während ihrer Studienzeit spielte sie am Stadttheater Baden und bei den Sommerfestspielen Amstetten.
Als Ricarda Regina Ludigkeit mit dem Abschlussjahrgang 2009 das Musical Fame im Konservatorium der Stadt Wien erarbeitete, engagierte sie frühere Absolventen, die die Rollen der Lehrer im Stück übernahmen. Ariane Swoboda spielte Mrs. Bell, Sigrid Hauser wurde als Miss Sherman besetzt, Martin Niedermair spielte den Schauspiellehrer Mr. Myers, und Sam Madwar den deutschen Musiklehrer Mr. Sheinkopf.

### Engagements als Musicaldarstellerin
Nach ihrem Abschluss im Studio Theater an der Wien wurde sie bei den Sommerfestspielen in Amstetten engagiert. 1993 bei Dynamo Donau (Choreographie Kim Duddy, Regie: Heinz Ehrenfreund).
Sie arbeitete bei der Kabarettgruppe Die Hektiker in der Show Kultur ist super mit, um im Jahr 1994 wieder in Amstetten für die West Side Story (Regie und Choreographie Kim Duddy) engagiert zu werden. Darauf folgten einige Jahre im Ensuite-Theater. Bei den Vereinigten Bühnen Wien: Grease (Musical), Die Schöne und das Biest (Broadway-Musical) von 1995 bis 1997. Elisabeth (Musical). 1998 folgte das erste Engagement in Deutschland, in Duisburg bei Les Miserables. In Wien zurück spielte sie Tanz der Vampire. Anfang 2000 ging sie nach Bremen in der Erstbesetzung Nelli im Musical Jekyll & Hyde und nach 14 Monaten zurück nach Wien um im gleichnamigen Stück im Theater an der Wien zu spielen.
Danach wechselte Swoboda ins Kabarett Simpl, wo sie zwei Saisonen am Stück in den Revuen: Hätti wari Wäri – (Regie: Sigrid Hauser) und Mitten Am Rand – (Regie: Werner Sobotka) mitwirkte. Auch bei diversen Sommerfestspielen innerhalb Österreichs war sie gerne Gast. Von 2001 bis 2003 bei den Sommerfestspielen in Bruck an der Leitha: Jesus Christ Superstar Anything goes und Cinderella, Regie: Josef E. Köpplinger. Ebenso war sie als Dance Captain bei der Gala unter den Sternen und in Transit als Tanzsolistin 2002 (Regie: Ricarda Regina Ludigkeit).
Den Sommer 2004 arbeitete sie in Bregenz als Cover Anita bei der West Side Story (Regie: Francesca Zambello).
Sie spielte im Palais Nowak die 70er-Jahre-Revue Lass Kreisky und sein Team arbeiten unter der Regie von Vicky Schubert und ebenso im Kabarett Simpl die Revue Der Niederösterreichische Theatersommer, wo liebevoll sarkastisch auf all die kulturellen Höhepunkte innerhalb des Theaterfests Niederösterreich eingegangen wird.
Danach ging es für mehrere Produktionen in die Schweiz, ins Konzerttheater St. Gallen: Beginnend mit Thomas Pigors Cinderella 2006 folgten Das Weiße Rössl, Carmina Burana. 2009 Man von La Mancha. Sie kehrte im Jahr 2011 für zwei Produktionen zurück nach St. Gallen, vorerst für das Musical Rebecca und die Uraufführung von Artus – Excalibur, beides unter der Regie von Francesca Zambello. Sie war auch hier im Ensemble und als Dance Captain tätig.
2009 und 2010 spielte sie in Wien am Etablissement Ronacher bei The Producers und übernahm auch in Berlin im Admiralspalast die Position eines Swings.
Zwischendurch hatte sie auch Engagements im Stadttheater Baden Xanadu (Melpomene) Sweet Charity, Hairspray Velma van Tussle, Jekyll and Hyde. Zweimal war sie auch Gast an der Grazer Oper bei Anything goes 2006 und als Mrs Bell im Musical Fame 2012. 2016 kehrte sie in ihre Heimatstadt Wien zurück, spielte im Musical Evita im Ensemble, und danach in I Am from Austria, Jesus Christ Superstar in Concert 2019 im Raimundtheater, Theater an der Wien und Etablissement Ronacher. Bei I Am from Austria fungierte sie in der Off-Produktion Hinter den Kulissen mit ihrem Kollegen Matthias Trattner als Erzählerin.
Im Film zu Hinter den Kulissen von I Am from Austria moderierte sie mit ihrem Kollegen Franz Frickel in einer Doppelconférence das Sing along.
Im Sommer 2019 spielte Swoboda die Karrierefrau in der musikalischen Komödie Höchste Zeit in Bad Freienwalde und im Herbst 2019 war sie bei der Uraufführung von Mars 2036, (einer französischen Kinderoper) in der Rolle der Venus im Stadttheater Klagenfurt dabei.
2021 spielte sie an den Vereinigten Bühnen Bozen bei I feel Love die Olivia und beim Märchensommer Poysbrunn die Königin in Schneewittchen – Neu verzwergt.
Sie drehte zahlreiche Werbungen und war auch bei Filmprojekten beteiligt.

### Tätigkeit als Dozentin in der Broadway Academy
Seit einigen Jahren unterrichtet sie Auditionclass und Liedinterpretation in der Broadway Academy, die in Wien eine berufsbegleitende Musicalausbildung anbietet. Durch diese Erfahrungen entstand 2020 - und 2021 ihr erstes Buch Mein Audition-Journal Wegbegleiter für Musicaldarsteller*innen. Es ist das Erste seiner Art im deutschsprachigen Raum und gibt Anleitung für Junge Musicaldarsteller, wie sie den Bewerbungsprozess besser verstehen und meistern können. Auch beinhaltet es einige Statements von bekannten Regisseuren, Musikalischen Leitern und Choreographen.
Da die Schule kein Öffentlichkeitsrecht besitzt, werden die Studenten über die Kommission der Österreichischen Gewerkschaft geprüft und gegebenenfalls mit Diplom in die Berufswelt entlassen.
Die immer wiederkehrenden Fragen ihrer Studenten brachten dieses Buch hervor. Mit all seinen Antworten und Hilfestellungen, die dem jungen Darsteller zu mehr Verständnis führen können. Erklärt wird auch, wie man sich durch grundlegende Vorbereitung besser fokussiert.

## Filmographie (Auswahl)
- 2006: Sisi. Die rätselhafte Kaiserin[28] (ORF Doku)
- 2011: An einem andern Tag[29] (Kurzfilm)
- 2012: Shadow of truth
- 2018: The Fucking lack of Love[30] (Kurzfilm)

## Veröffentlichungen
- Ariane Swoboda: Mein Audition-Journal : Wegbegleiter & Arbeitsbuch für Musicaldarsteller*innen. myMorawa, Wien 2021, ISBN 978-3-99125-717-2, S. 126.